# Contínuo pós-crioulo
O contínuo pós-crioulo ou simplesmente contínuo crioulo refere-se à situação em que uma língua crioula consiste de um espetro de variedades linguísticas, que podem ser mais ou menos assemelhadas à língua superstrato (isto é, a língua da qual se originou o crioulo, e que, em geral, goza de prestígio na sociedade em que o crioulo é falado). Devido a fatores sociais, políticos e econômicos, uma língua crioula pode se descrioulizar em convergência à língua da qual é derivada, alinhando sua morfologia, fonologia e sintaxe com o padrão de prestígio da língua base, mas em diferentes graus, a depender do status social real ou pretendido do falante.

## Estratificação
Em 1965, William Stewort cunhou os termos acrolecto e basilecto como designações sociolinguísticas para, respectivamente, a variedade mais próxima e a mais afastada da língua de prestígio em um contínuo crioulo. No início de 1970, Derek Bickerton popularizou estes termos (designando de mesolecto os pontos intermediários do contínuo) para referir-se ao fenômeno de alternância de código linguístico empregado por falantes de línguas crioulas que também têm alguma fluência na língua padrão da qual deriva o crioulo. O linguista Salikoko Mufwene, da Universidade de Chicago, explica o fenômeno de línguas crioulas como "basilectalização" da língua padrão, geralmente europeia, ocorrida em comunidades de população mista de europeus e não-europeus. No falar de certas comunidades, existe uma continuidade entre os falantes de uma língua crioula e a língua padrão a ela relacionada. Não há limites discretos entre as diferentes variedades, e a situação em que existe uma tal continuidade envolve considerável estratificação social.
A tabela a seguir (BELL, 1976) mostra as 18 diferentes formas como a frase I gave him one' (inglês padrão: eu lhe dei algo) pode ser formulada no crioulo da Guiana.
| 1  | aɪ | ɡeɪv | ɡeɪv | hɪm | wʌn |
| 2  | aɪ | ɡeɪv | ɡeɪv | hɪm | wan |
| 3  | a  | ɡeɪv | ɡeɪv | ɪm  | wan |
| 4  | a  | ɡeɪv | ɡeɪv | iː  | wan |
| 5  | a  | ɡɪv  | ɡɪv  | hɪm | wan |
| 6  | a  | ɡɪv  | ɡɪv  | ɪm  | wan |
| 7  | a  | ɡɪv  | ɡɪv  | iː  | wan |
| 8  | a  | dɪd  | ɡɪv  | iː  | wan |
| 9  | a  | dɪ   | ɡɪ   | iː  | wan |
| 10 | a  | dɪd  | ɡɪ   | iː  | wan |
| 11 | a  | dɪ   | ɡiː  | iː  | wan |
| 12 | a  | dɪ   | ɡɪ   | hiː | wan |
| 13 | mɪ | dɪ   | ɡɪ   | hiː | wan |
| 14 | mɪ | dɪ   | ɡɪ   | iː  | wan |
| 15 | mɪ | bɪn  | ɡɪ   | iː  | wan |
| 16 | mɪ | bɪn  | ɡiː  | iː  | wan |
| 17 | mɪ | bɪn  | ɡiː  | æm  | wan |
| 18 | mɪ |      | ɡiː  | æm  | wan |

O contínuo acima tem como forma acroletal [aɪ ɡeɪv hɪm wʌn] (que é quase idêntica ao inglês padrãao), enquanto que a forma basiletal é [mɪ ɡiː æm wan]. Devido à alternância de código linguístico, a maioria dos falantes tem domínio de uma determinada seção do contínuo e, dependendo de sua posição social, ocupação, etc. pode utilizar diferentes registros linguísticos.
Se a sociedade é de tal forma estratificada, de modo a permitir pouco ou nenhum contato entre os grupos que falam o crioulo e aqueles que falam a língua superstrato (dominante), uma situação de diglossia, em vez de um contínuo, se desenvolve. Neste contexto, o crioulo e a língua dominante ocupam espaços sociais bem delimitados e estanques. Este é o caso do Haiti, com o crioulo haitiano e o francês.
O uso dos termos acrolecto, mesolecto e basilecto tenta evitar o juízo de valor inerente à terminologia linguística prévia, pela qual a língua falada pelas classes dominantes na capital era definida como a forma "correta " ou " pura", enquanto que a variedade falada pelas classes baixas e habitantes de províncias distantes era considerada "um dialeto", e percebida como "incorreta", " impura" ou "degenerada".